# Двоголівочка різнонаправлена
{{#ifeq:0|0|{{#if:Dicranella heteromalla|{{#if:|[[]}}|[[]]}}}}
Двоголівочка різнонаправлена (Dicranella heteromalla) — вид мохів порядку дикранальних (Dicranales).

## Поширення
Батьківщиною є Європа, Північна Америка, Азія.
Населяє ґрунт на затінених берегах, особливо вздовж лісових стежок, і ґрунт, що покриває вивернуте коріння; від низьких до великих висот.

## Характеристика
Рослини до 10, рідко 40 мм, у досить блискучих, від жовтих чи зелених до темно-зелених пучках. Листки від прямовисних до серпуватих, 2–3 мм, поступово звужуються; краї краї прямі, зубчасті в дистальній половині кінцівки; верхівка повністю заповнена листковою жилкою. Як правило, на стеблі листки чітко односторонні. Вид дводомний. Коробочкові ніжки жовтуваті, 5–15 мм. Коробочки розміщені на ніжці пряма чи іноді нахилено. Коробочка червонувато-коричнева, 1–1.5 мм, циліндрична, часто зігнута, асиметрична, звужена біля шийки, зазвичай ± косо бороздчаста і звужена з одного боку нижче косого рота. Спори 14–18 мкм, злегка шорсткі. Коробочки дозрівають навесні та влітку.

## Галерея

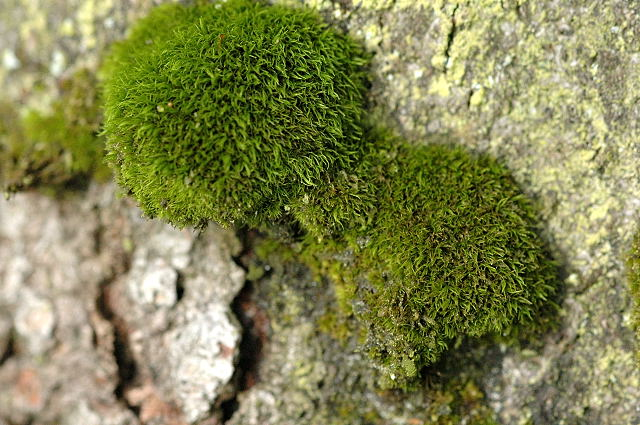
Загальний вигляд
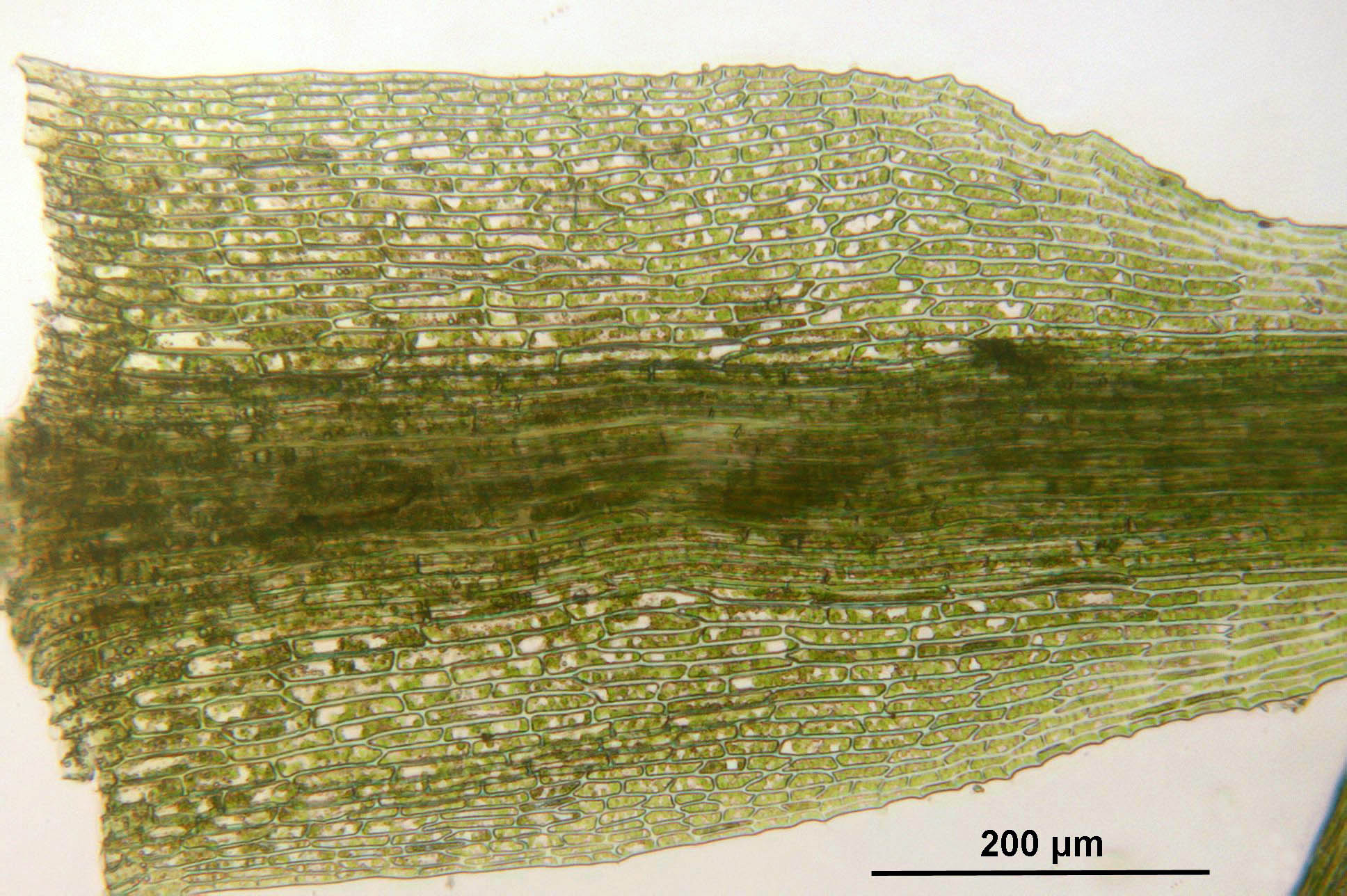
Листок
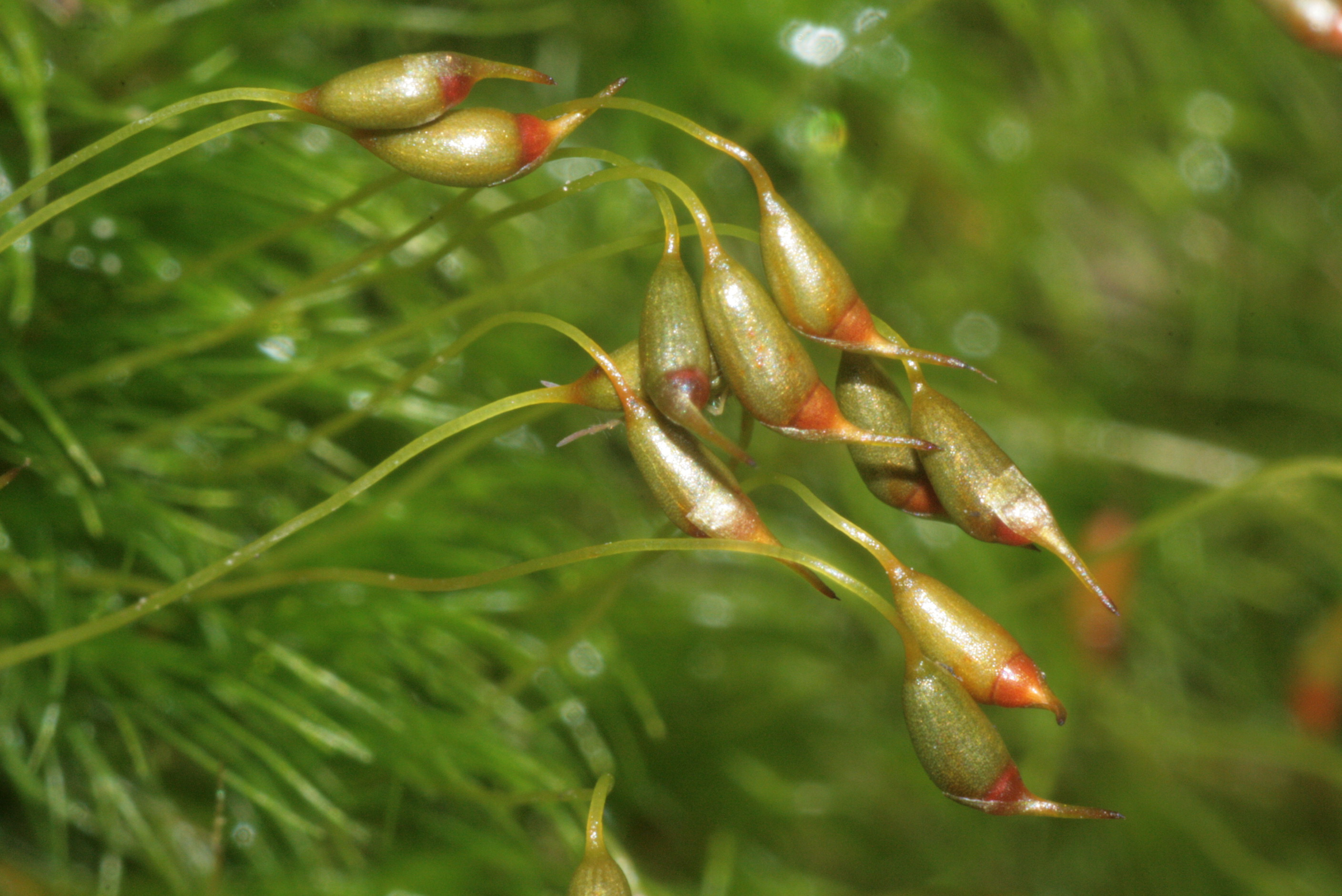
Коробочки
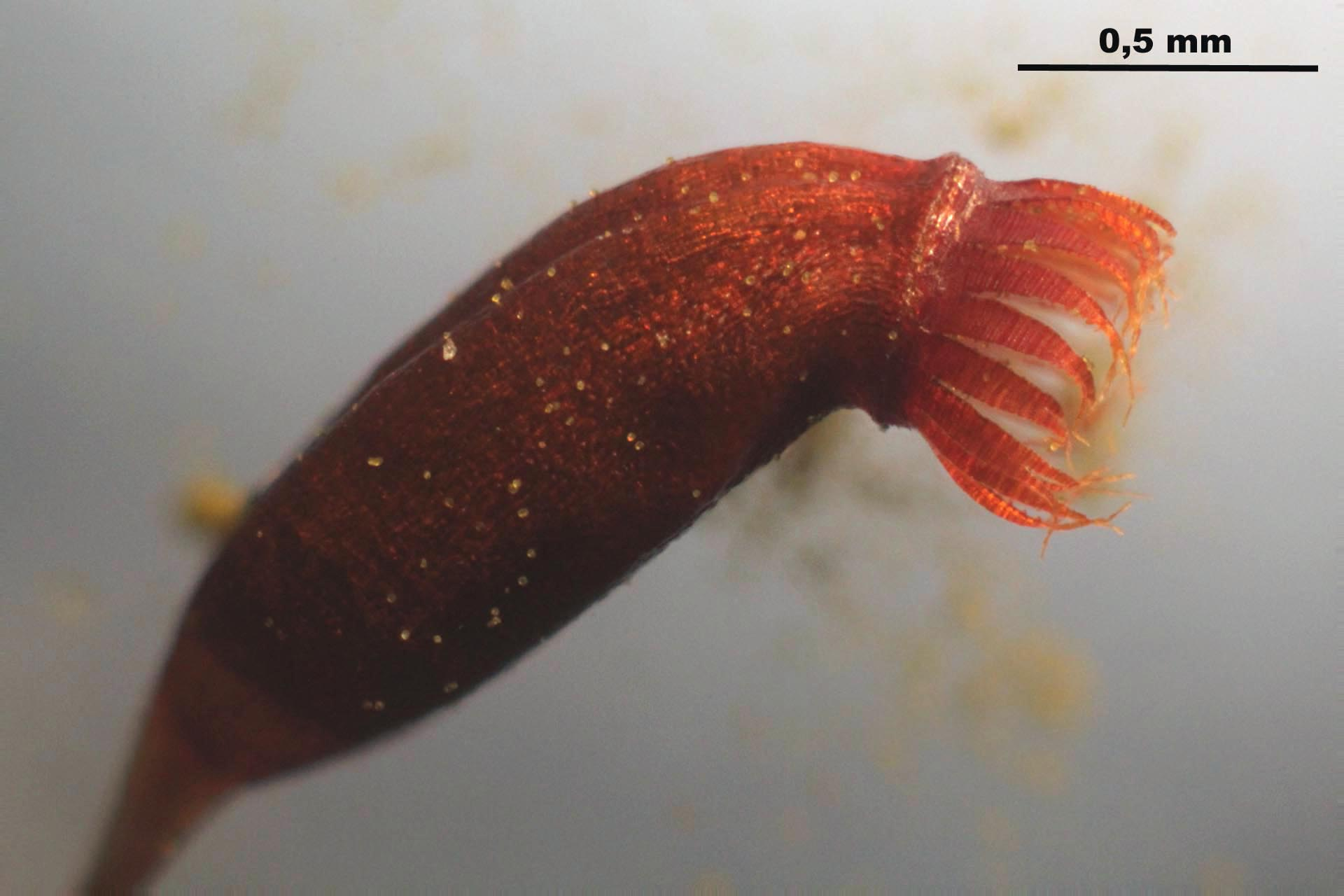
Розкрита коробочка
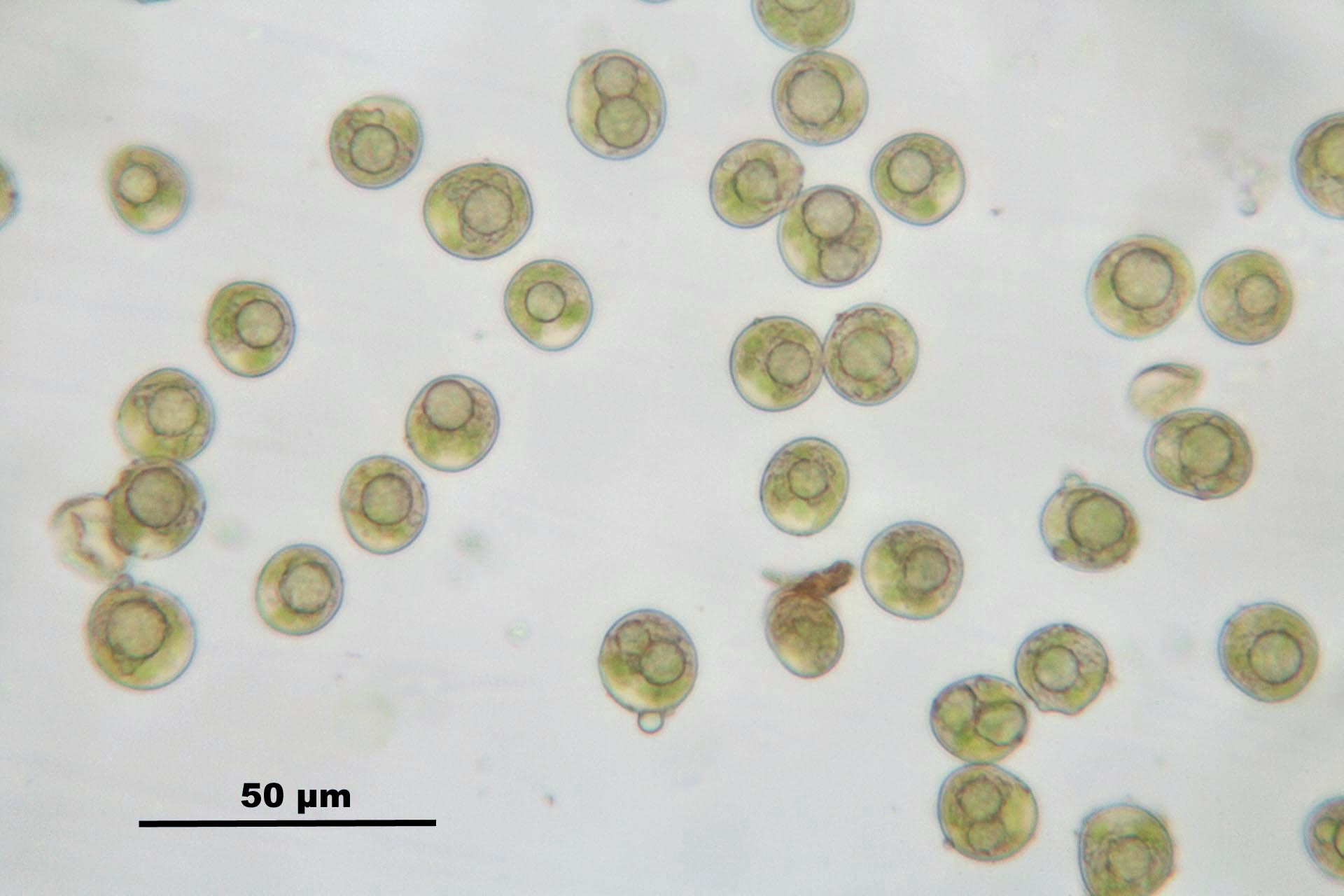
Спори